# Замок Каллахіл
Замок Каллахілл (англ. Cullahill Castle, ірл. Caisleán an Chúlchoill) — замок Хулхойл — один із замків Ірландії, розташований в графстві Леїш. Замок був головною твердинею клану Мак Гіллапатрік з Верхнього Оссорі. Замок був побудований в 1425 році. Замок був зруйнований в 1650 році під час придушення повстання за незалежність Ірландії Олівером Кромвелем. Замок стоїть в селищі Каллахілл, в 100 м від дороги, на вершині пагорба, що дав ім'я замку та селищу.

## Історія замку Каллахілл
Замок побудований в 1425 році вождем клану Мак Гіллпатрік — Фінганом Мак Гіллпатріком. Замок кілка разів зазнавав нападів «суверена та громадян графства Кілкенні». Ці напади були здійснені за винагороду короля Англії Генріха VI, що намагався завоювати непокірні ірландські клани. Ці атаки були здійснені в 1441 та в 1517 роках — вже в часи короля Англії Генріха VIII, але щоразу замок витримував напади.
У 1640 році спалахнуло повстання за незалежність Ірландії. Олівер Кромвель втопив це повстання в крові. Замок контролювали повстанці — збройні сили Ірландської конфедерації. Армія Олівера Кромвеля в 1650 році розташувала артилерію на сусідньому пагорбі і нещадно замок обстрілювала. Замок був зруйнований. У 1657 році повідомляли, що замок Каллахілл зруйнований і нежилий.
Вежа замку Каллахілл піднімається на висоти п'яти поверхів. Більша частина північної стіни, включаючи вхід до замку, зруйнована. Над рівнем першого поверху склепіння, залишки кімнат. Є кам'яні сходи, що ведуть на верхні поверхи. На верхніх поверхах збереглися вікна. На зовнішній стіні замку є скульптура — Шела на Гіг. Шела на Гіг це скульптура жінки з потворним обличчям і гіпертрофованими статевими органами. Такі скільптури зображали на замках Ірландії для захисту від злих сил. Біля замку є каплиця католицьких володарів Верхнього Оссорі.